# Соф'я Петрівна
«Соф'я Петрівна» (рос. «Софья Петровна») — радянський фільм-драма 1989 року режисера Аркадія Сіренка про період Великого терору в СРСР. Знятий за однойменною повістю Лідії Чуковської, написаної в листопаді 1939 — лютому 1940 років.

## Сюжет
У друкарки з видавництва в Ленінграді Софії Петрівни репресований єдиний син. В її видавництві репресовані керівники і прості співробітники. І Софія Петрівна починає ходіння по кабінетах, намагаючись пояснити, що сталася помилка.

## У ролях
- Анна Каменкова —  Софія Петрівна
- Віра Глаголєва —  Наташа
- Олексій Земський —  Микола
- Лія Ахеджакова —  Марія Ерастівна Кипарисова
- Ірина Розанова —  Ерна Семенівна
- Ніна Усатова —  голова місткому

## Знімальна група
- Автор сценарію і режисер-постановник — Аркадій Сіренко(інші мови)
- Оператор — Елізбар Караваєв
- Композитор — Іраклій Габелія
- Художник — Давид Виницький